# Distretto di Firozabad
Firozabad è un distretto dell'India di 2 045 737 abitanti. Capoluogo del distretto è Firozabad.